# 中村格
中村 格（なかむら いたる、1963年7月4日 - ）は、日本の警察官僚。第29代警察庁長官。

## 来歴
福岡県出身。私立ラ・サール高校、東京大学法学部卒業。1986年、警察庁入庁。1989年に和歌山県警察本部捜査第二課長、1992年に千葉県警察本部捜査第二課長、1993年に警察庁刑事局捜査第二課課長補佐。1997年からは、在タイ日本国大使館一等書記官として3年間、外務省に出向した。
帰国後、警察庁に戻り、警察庁交通局運転免許課理事官や刑事局捜査第二課理事官を経て、2003年9月から2005年8月まで警視庁刑事部捜査第二課長。警視庁捜査第二課長時代には、元衆議院事務局電気施設課長による収賄事件などの贈収賄事件を検挙した。
その後は警察庁長官官房付となり、警察庁会計課会計企画官、警視庁警務部参事官を経て、民主党の菅直人政権では、2010年に内閣官房長官の仙谷由人の秘書官となり、その後の政権交代を経て、2012年12月からは内閣官房長官の菅義偉の秘書官となり、重用された。2015年3月から2016年8月まで警視庁刑事部長。警察庁に戻り、2016年8月より組織犯罪対策部長兼生活安全局付兼刑事局付兼官房付を経て、2017年8月10日から総括審議官兼警備局付。2018年9月14日より警察庁長官官房長。2020年1月17日より警察庁次長。
2021年9月22日、警察庁長官に就任。
2022年7月8日、元内閣総理大臣の安倍晋三が奈良市で銃撃され死亡する事件が起こる。同年8月25日、銃撃事件を受けて中村は警察庁長官の辞職願を提出し、26日の閣議承認を経て、30日付で警備局長の櫻澤健一、奈良県警察本部長の鬼塚友章らとともに引責辞職した。
同年コスモス薬品顧問。2023年2月1日、日本生命保険特別顧問に就任。2023年4月1日、環境開発顧問、成協信用組合顧問。2023年10月6日、オフィス中村代表取締役。

## 不祥事

### 性犯罪事件の隠蔽疑惑
2015年4月3日、ジャーナリストの山口敬之が伊藤詩織に対して性的暴行を加える事件が発生した。高輪警察署が逮捕状の発付を受けたが、執行直前に山口の逮捕が取り止めとなった。山口は「誰よりも政権中枢を取材してきた」と自称しており、元首相の安倍晋三に最も近いジャーナリストとされる。そのため、当時刑事部長だった中村が忖度し、事件の隠蔽を指示したのではないかと取り沙汰された。その後、東京地検は2016年7月22日、嫌疑不十分として山口を不起訴処分とした。この一連の疑惑について中村は、安倍政権による政治介入は否定した上で、自身が最終判断を行い「私が決裁した」と認めている。
2021年9月22日、警察庁長官の就任会見で、記者から、中村の指示で逮捕状の執行を見送ったとされることについて問われると、「法と証拠に基づき組織として捜査を尽くした。捜査指揮では常に法と証拠に基づいて適切に判断してきたと考えている」「法と証拠以外の他事を考慮して、何らかの捜査上の判断をしたということは一度もない」と答え、「法と証拠」のみに依って職務を遂行していると強調した。
伊藤詩織は2017年9月28日に「望まない性行為で精神的苦痛を受けた」として山口に対して1,100万円の損害賠償を求める民事訴訟の訴状を提出した。
一審東京地裁は伊藤の請求を認めて330万円の支払いを山口に命じ、控訴審でも認められ、上告も棄却され「望まない性行為」と認めた判決は確定している。

### 安倍晋三銃撃事件での警護体制不備
2022年7月8日に奈良市で安倍晋三銃撃事件が発生した際、警護体制の問題点が多く指摘された。翌9日には奈良県警察本部長の鬼塚友章が会見し、謝罪した。フランスのフィガロ紙は同月10日、事件に関する記事で「権力に近いレイプ犯の起訴を止めたことで有名な中村格氏が、日本の警察のトップを務めている」と書き記した。
同年7月12日、中村は国家公安委員長の二之湯智とともに記者会見を開き、「このような重大な結果を招いたことを踏まえれば、現場の対応のみならず警察庁の関与の在り方にも問題があったものと認識しており、都道府県警察を指揮監督する立場である警察庁長官としての責任は誠に重いと考えている」と述べ、自身の進退についての明言は避けた。
同年8月25日、記者会見を開き、安倍晋三銃撃事件の責任を取り、警察庁長官を辞職する意向を明らかにした。警察庁長官が個別の事件で引責辞職することは極めて異例のことで、過去にほぼ例がなく、首相経験者が銃撃され死亡するという重大な結果を重く見たとみられる。30日付で警備局長の櫻澤健一、奈良県警察本部長の鬼塚友章ともに辞職。